# Blankenstein (Rosenthal am Rennsteig)
Blankenstein ist ein Ort im thüringischen Saale-Orla-Kreis und Sitz der Gemeinde Rosenthal am Rennsteig. Sie liegt direkt an der Landesgrenze zu Bayern im Mündungsbereich der Selbitz in die Saale. Blankenstein ist Endpunkt des Wanderweges Rennsteig und der Reisezüge aus Saalfeld.

## Nachbargemeinden

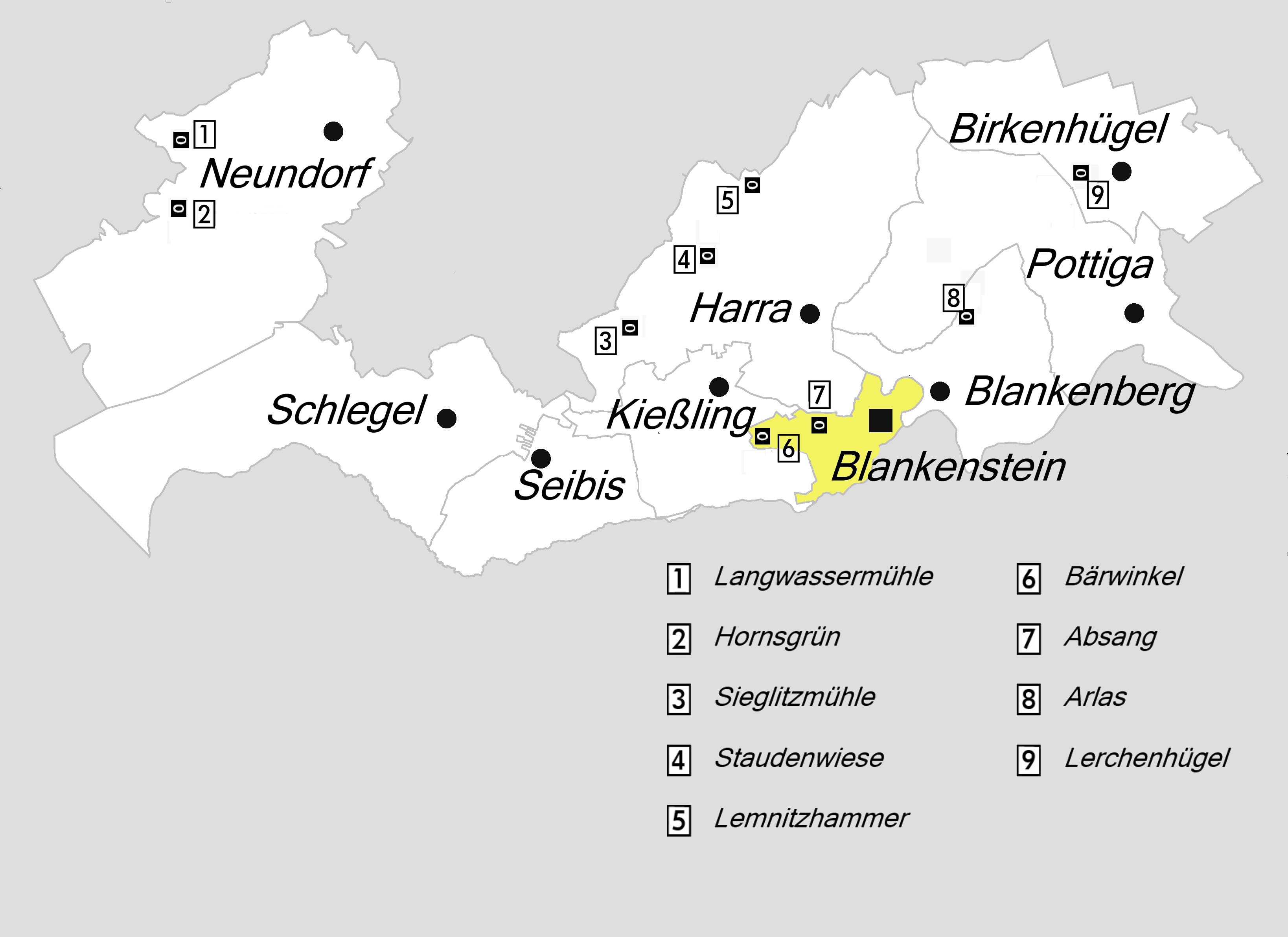
Blankenstein und thüringische Nachbarorte

Nahegelegene Orte sind Blankenberg und Harra, die ebenfalls zu Rosenthal am Rennsteig gehören, sowie die Stadt Lichtenberg und die Gemeinde Issigau im bayerischen Landkreis Hof.

## Geschichte
1258 wird als Jahr der Ersterwähnung Blankensteins angegeben, wofür es aber keinen urkundlichen Nachweis gibt. 2008 wurde das 750-jährige Ortsjubiläum gefeiert. In der Literatur sind für die erstmalige urkundliche Nennung die Jahre 1392 oder 1444 angegeben.

### Rittergut Blankenstein
Die Entstehung des Ortes Blankenstein ist eng mit dem Rittergut Blankenstein verbunden. Dieses wurde erstmals 1392 in einer Urkunde erwähnt und befand sich im Besitz der Herren von Blankenberg. Diese besaßen auch die Rittergüter in Harra und Kießling. In einer Urkunde vom 10. Mai 1566 wird ein Asmus von Blankenberg als Besitzer des Rittergutes erwähnt, der das Hammergut von Friedrich Fischer aus Saalfeld erworben hatte. Um 1600 fiel das Gut an den Landesherrn des Hauses Reuß jüngere Linie. Der reußische Fürst Heinrich Posthumus verkaufte das Blankensteiner Rittergut 1605 an den Dresdner Bürger Jacob Reuter. Von diesem ging das Gut kurze Zeit später an Christoph von Waldenfels auf Lichtenberg über.
Im Jahr 1688 erwarb Heinrich von der Tann das Gut Blankenstein für 5250 Gulden. Im gleichen Jahr erschien der Schleizer Oberamtmann Heinrich Adam Lauterbach als Besitzer des Gutes. Dieser hatte auch das Eichensteiner Rittergut vom Superintendenten Gabriel Hartung aus Schleiz erworben und damit die beiden Güter vereinigt, was bis zur Angliederung Eichensteins an das Königreich Bayern im Jahr 1830 Bestand hatte.

### Blankenstein vom 17. bis ins 21. Jahrhundert
Am Anfang des 19. Jahrhunderts stellten die Gutsherren in Harra ein Zimmer ihres Herrenhauses als Unterrichtsraum für die Schulkinder von Blankenstein zur Verfügung. Dieser Raum wurde im Laufe der Zeit zu klein für die wachsende Zahl der Schulkinder. Im Jahr 1852 richtete der Blankensteiner Lehrer Zeiß eine Petition an den Landtag, in der er um den Bau eines Schulhauses bat. 1857 bot der Rittergutsbesitzer Götze der Gemeinde Blankenstein das Haus, in dem bisher die Schule untergebracht war, für 100 Taler zum Kauf an. Nachdem die Gemeinde das Anwesen erworben hatte, ließ sie das alte Haus abbrechen und erbaute an gleicher Stelle ein neues Schulhaus, das am 9. Dezember 1857 eingeweiht wurde. Wegen der steigenden Schülerzahlen wurde diese Schule mit der Zeit ebenfalls zu klein und 1890 begannen die Planungen für den Neubau einer Schule, die 1892 in Gegenwart des Erbprinzen und späteren Fürsten Heinrich XXVII., Reuß jüngere Linie, feierlich eingeweiht wurde. 1926 wurde das noch heute genutzte Schulgebäude errichtet.

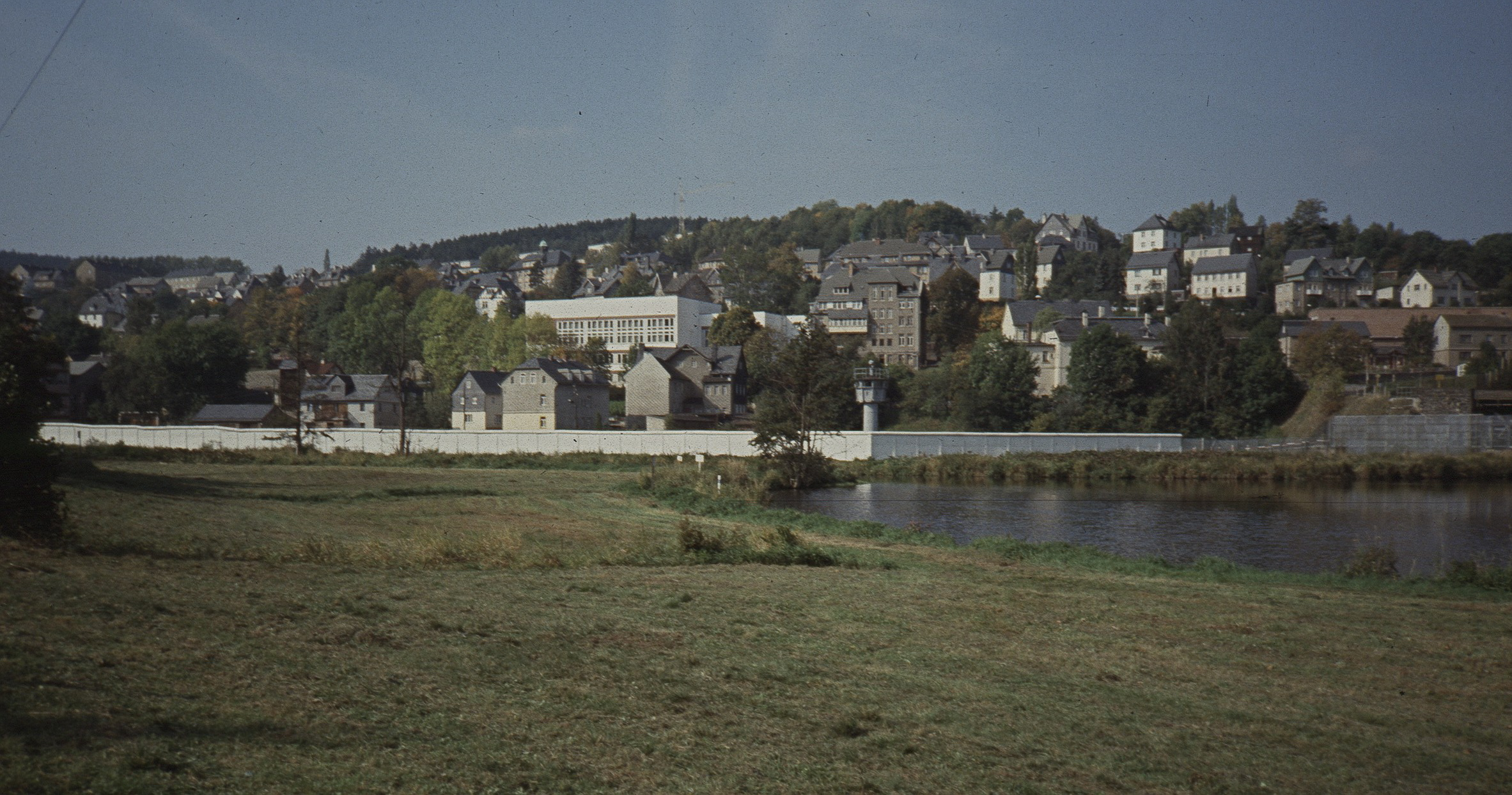
Grenzanlagen zwischen dem Ort und der Saale, 1988

Wegen seiner nahen Lage an der deutsch-deutschen-Grenze befand sich der Ort in der Sperrzone, deren Betreten einen Passierschein erforderte. Nach der deutschen Wiedervereinigung blieben Teile der Grenzanlagen erhalten.
Am 1. Januar 2019 schloss sich die Gemeinde Blankenstein mit den Gemeinden Birkenhügel, Blankenberg, Harra, Neundorf, Pottiga und Schlegel zur Einheitsgemeinde Rosenthal am Rennsteig zusammen. Alle genannten Gemeinden gehörten seit 1994 der Verwaltungsgemeinschaft Saale-Rennsteig an, die gleichzeitig aufgelöst wurde.

### Bergbau und Hüttenwesen

#### Ab dem Mittelalter
Im von Lemnitz, Saale und Selbitz umgrenzten Gebiet gab es zahlreiche Halden und Pingen, unter anderem die Engel-Grube, auch Absanger Zug oder Erzengel genannt, die schon weit vor dem Dreißigjährigen Krieg in Betrieb war und sich von der Selbitz nach Nordwesten bis zum Gänsehügel bei Harra erstreckte.
1371 wurde neben den Eisengruben und dem Hammerwerk in Blankenberg auch ein Hammerwerk in Blankenstein erwähnt. Im Jahr 1528 erhielt der Besitzer des Saalhammers bei Pottiga, Nicol Oberländer, den Hammer an der Selbitz von Hans von Reitzenstein auf Blankenberg als Lehen.

#### Steuersches Hammerwerk
Der Blankensteiner Rittergutsbesitzer Jakob Reuter bat 1606 den Reußischen Landesherren, im Ort ein neues Hammerwerk errichten zu dürfen. Dieser gab auf Grund von erhofften Gewinnen seine Zustimmung und unterstützte den Bau, indem er einen Vertrag mit den Herren von Reitzenstein schloss, da der Bau deren Grundbesitz berührte. Der Vertrag beinhaltete, dass das Wasser der Saale aufgestaut und dadurch die Einmündung der Selbitz etwas flussaufwärts verlegt wurde. Danach wurde das Hammerwerk auf dem Grund des Rittergutes errichtet und schon 1609 als „der Große Hammer“ bezeichnet. Wenige Jahre nach Beginn des Dreißigjährigen Kriegs kam das Hammerwerk 1622 zum Erliegen.
1799 erwarb Adam Daniel von Püttner auf Issigau das Rittergut und errichtete mit Hilfe der Besitzer des Blechschmidtenhammers, Johann Wilhelm Seidel und Johann Heinrich Dittmar, an gleicher Stelle ein neues Hammerwerk, das am 9. September 1802 fertiggestellt wurde. 1829 wurde das Werk für 7000 Rheinische Gulden an die Brüder Johann Friedrich und Johann Heinrich Heynisch aus Lobenstein verkauft. Diese errichteten an Stelle des Hammerwerkes eine Wollkämmerei und Kammgarn-Spinnerei, die bis zum Jahr 1861 in Betrieb war. Am 7. Mai 1865 brannte die Spinnerei bis auf die Grundmauern nieder, wurde aber kurze Zeit später leicht verändert wieder aufgebaut. Im unteren Stockwerk wurde eine Kunstmühle und im oberen Stockwerk eine Streichgarnspinnerei eingerichtet. Später befand sich in den Räumen eine Vigognespinnerei, in der Gewebe aus Baum- und Schafwolle hergestellt wurden. 1876 vernichtete ein Brand sämtliche Gebäude.
Am 2. Juli 1881 kaufte der Kohlenbergwerksbesitzer und Bergwerksdirektor Gotthelf Anton Wiede aus Bockwa bei Zwickau die Brandruinen für 31.000 Mark, um dort eine zu jener Zeit noch junge Industrie, die Holzschleiferei und Pappenfabrikation, einzurichten.

### Einwohnerentwicklung

Einwohnerentwicklung von Blankenstein von 1784 bis 2017

Entwicklung der Einwohnerzahl (ab 1994: Stand jeweils 31. Dezember):
| - 1784: 107 - 1808: 105 - 1869: 167 - 1900: 260 - 1905: 442 - 1919: 713 | - 1926: 1097 - 1994: 1156 - 1995: 1133 - 1996: 1092 - 1997: 1149 - 1998: 1130 | - 1999: 1120 - 2000: 1079 - 2001: 1052 - 2002: 1043 - 2003: 1007 - 2004: 1001 | - 2005: 1006 - 2006: 0966 - 2007: 0894 - 2008: 0887 - 2009: 0870 - 2010: 0852 | - 2011: 800 - 2012: 772 - 2013: 762 - 2014: 762 - 2015: 745 - 2016: 726 | - 2017: 705 - 2018: 690 |

 Datenquelle ab 1994: Thüringer Landesamt für Statistik

## Politik

### Gemeinderat
Seit der Gemeinderatswahl 2014 setzte sich der Gemeinderat wie folgt zusammen:
- Freie Wähler Blankenstein – Christlich Demokratische Union Deutschlands: 6 Sitze
- Die Linke: 2 Sitze

### Bürgermeister
Bei den Bürgermeisterwahlen am 5. Juni 2016 wurde Peter Keller (WG FWB-CDU) mit 68,4 % der Stimmen zum Bürgermeister gewählt.

## Religion
Der Ort Blankenstein gehört zur evangelisch-lutherischen Kirchgemeinde Harra im Kirchenkreis Schleiz (EKMD) sowie zum katholischen Dekanat Weimar-Arnstadt im Bistum Erfurt und besitzt keine eigene Kirche. Früher gab es eine kleine Kapelle im Ort, in der der evangelische Pfarrer von Harra an jedem zweiten Sonntag predigte. In einer Urkunde aus dem Jahr 1566 wird ein Kirchlein in Blankenstein erwähnt. Am Ende des 16. Jahrhunderts wurde einem Hans Oberländer aufgetragen, die alte Kapelle, die er als Stallung nutzte, zu räumen. Sie sollte nach einer Visitation im Jahr 1601 wieder in Stand gesetzt werden, was aber misslang.

## Wirtschaft und Infrastruktur

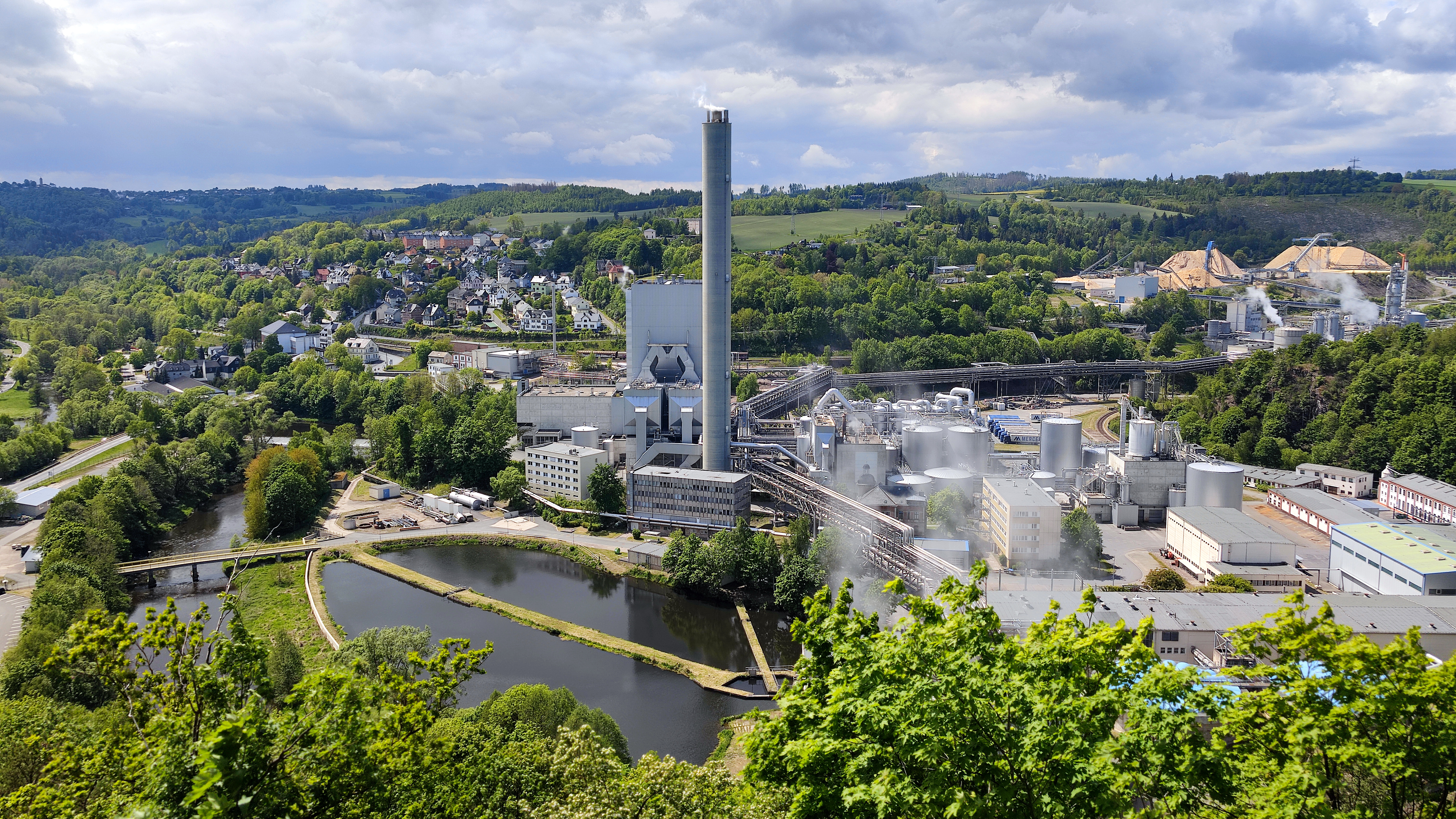
Ortsansicht mit Zellstoff- und Papierfabrik Rosenthal im Vordergrund

### Eisenbahn

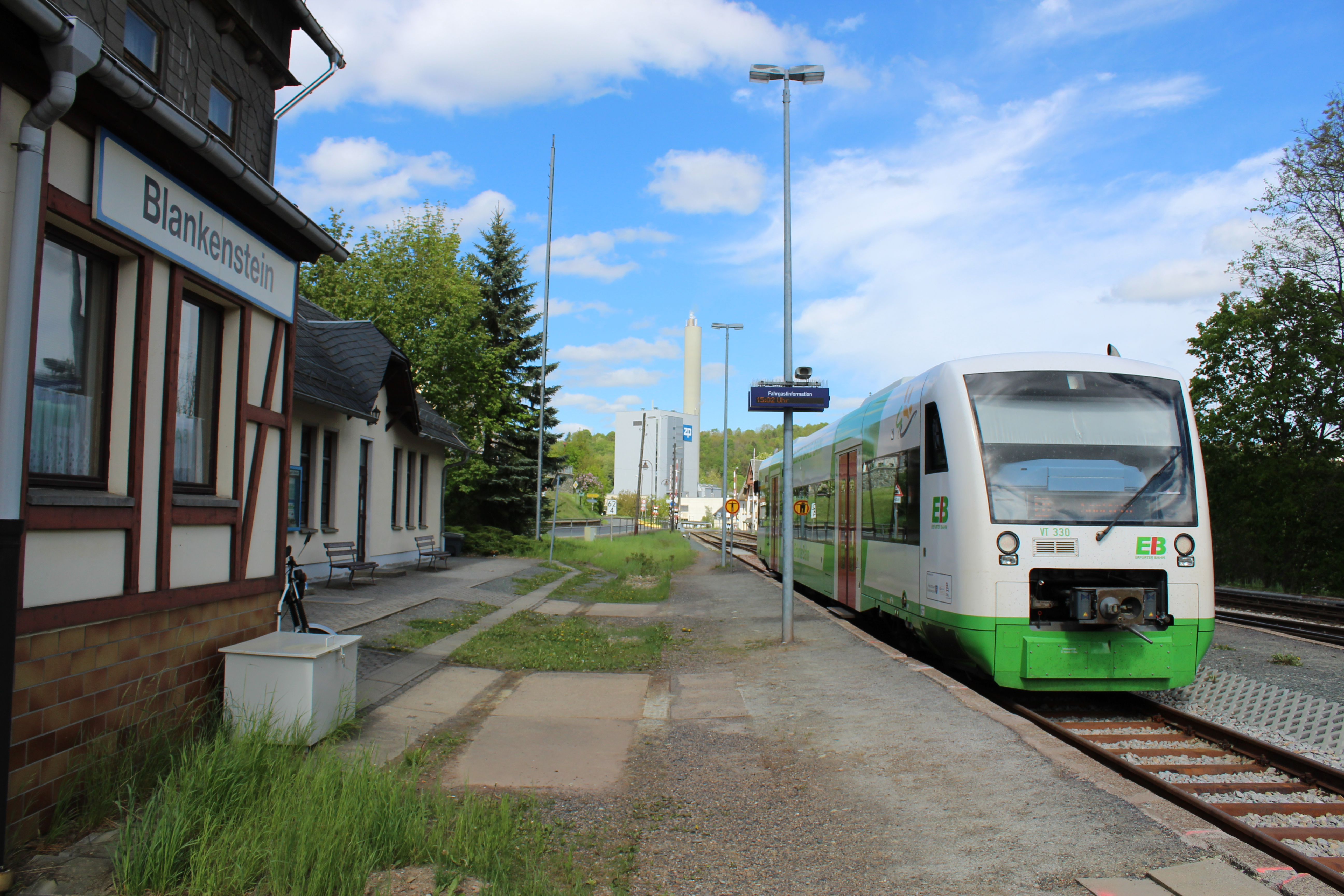
Bahnhof Blankenstein (2018)

Der Bahnhof Blankenstein (Saale) liegt an der Bahnstrecke Triptis–Marxgrün („Oberlandbahn“) und wird von Zügen aus Saalfeld bedient. Die Weiterführung nach Marxgrün und Hof in Bayern („Höllentalbahn“) ist seit der Deutschen Teilung stillgelegt.
Geschichte des Eisenbahnverkehrs in Blankenstein
Da die im Ort seit 1881 ansässige Papierfabrik stetig wuchs, bekam die große Schwierigkeiten, die zur Produktion benötigten Rohstoffe nach Blankenstein und die gefertigten Produkte zu den Märkten zu bringen. Mühsam mussten Pferdefuhrwerke zum nächsten Bahnanschluss ins 25 Kilometer entfernte Hof fahren, um dort den Warenumschlag abzuwickeln. Der Wunsch nach einer Anbindung an das Eisenbahnnetz schien in Erfüllung zu gehen, als am 6. Dezember 1886 die Nachricht aus Dresden eintraf, dass der sächsische Landtag die Bahnstrecke Schönberg–Hirschberg mit einer schmalspurigen Abzweigung nach Blankenstein genehmigt habe.
Kaum hatte jedoch die Vermessung der Strecke begonnen, setzte Preußen dem Bauvorhaben ein Ende. Preußen plante eine Normalspurstrecke Triptis–Lobenstein–Blankenstein mit der Fortsetzung nach Marxgrün. Ausschlaggebend für die preußische Variante mag gewesen sein, dass anders als Sachsen keine Zinsgarantien vom preußischen Staat verlangt wurden. So fuhr erst am 15. August 1897 die erste Lokomotive in Blankenstein ein.

### Straßenverkehr
Etwa fünf Kilometer von Blankenstein entfernt verläuft die Bundesautobahn 9.

### Bus
Mit dem Bus erreicht man Blankenstein
- aus Richtung Schleiz über Birkenhügel und Blankenberg,
- aus Richtung Lobenstein über Saaldorf, Frössen und Blankenberg,
- aus Richtung Lobenstein über Harra

Mit den Linien 620, 640 und 720 der KomBus hat Blankenstein Anschluss an die Städte Bad Lobenstein, Ebersdorf, Naila, Schleiz, Tanna und Ziegenrück.

### Zellstoff- und Papierfabrik Rosenthal
Aus Wiedes Papierfabrik Rosenthal, Ende des 19. Jahrhunderts errichtet, wurde die heutige Zellstoff- und Papierfabrik Rosenthal (ZPR), eine der modernsten Kraftzellstofffabriken Europas mit etwa 450 Beschäftigten. Sie hat ihren Sitz in Blankenstein und prägt die Ortsansicht.

## Gedenkstätten
In der Nähe des Bahnhofs erinnert seit 1985 eine gemauerte Stele an die Opfer des Todesmarsches von KZ-Häftlingen im Frühjahr 1945.

## Kultur und Sehenswürdigkeiten

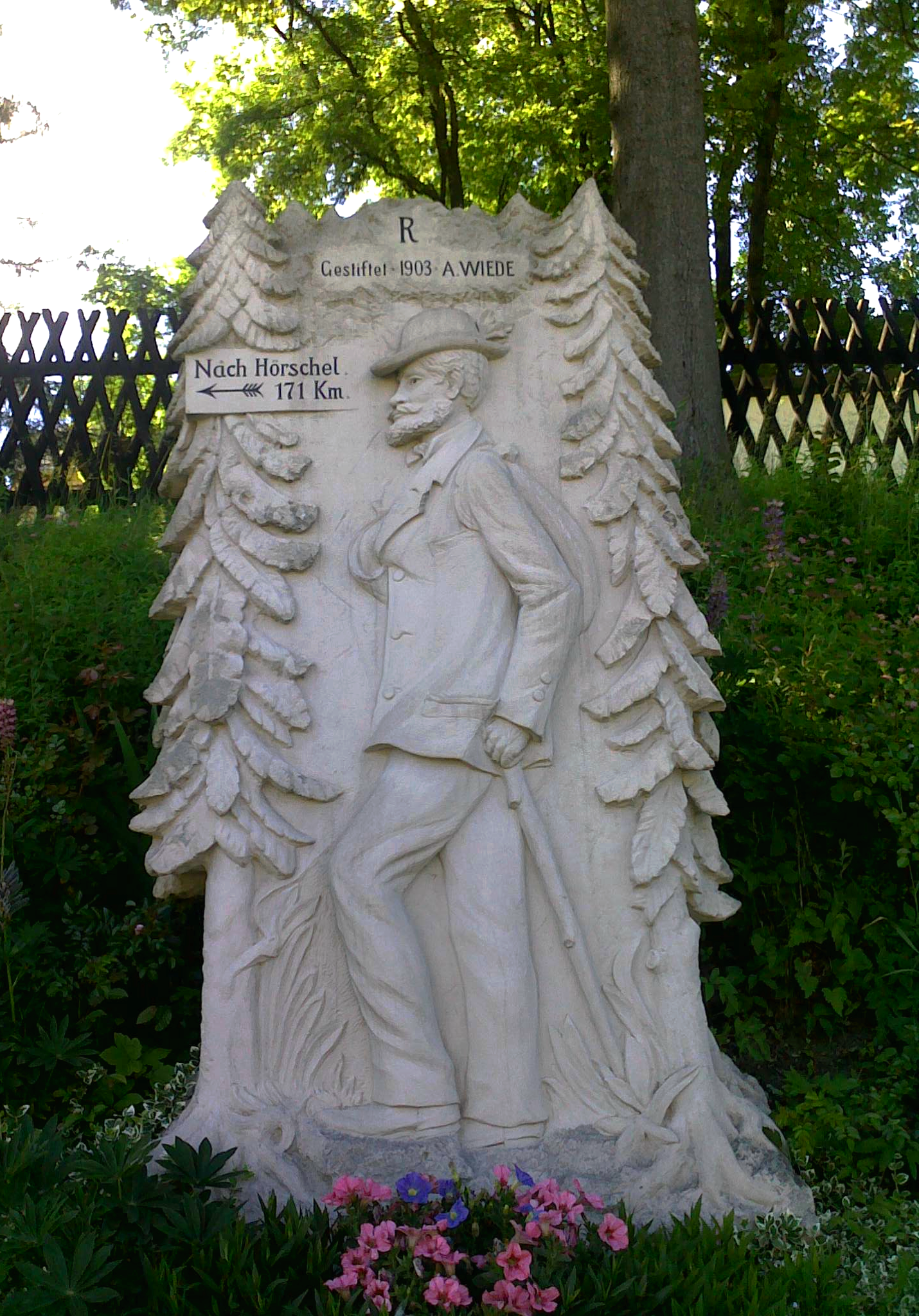
Rennsteig-Denkmal

### Wander- und Radwege
Blankenstein ist Ausgangs- bzw. Zielort des Rennsteigs, des Frankenwegs, des Kammwegs Vogtland-Erzgebirge sowie des Fränkischen Gebirgswegs. Am Bahnhof, am Saale-Orla-Wanderweg, befindet sich das Denkmal des Rennsteigwanderers. Das Höllental mit seinen zahlreichen Wanderwegen und das Muschwitztal mit seinem Wanderweg sind von Blankenstein zu Fuß erreichbar.
Blankenstein liegt auch am Rennsteigradweg und am Saaleradweg.

### Sport
Blankenstein ist die Heimat des Fußballvereins SG Rosenthal Blankenstein.